# Lemurella
Lemurella är ett släkte av orkidéer. Lemurella ingår i familjen orkidéer.
Kladogram enligt Catalogue of Life:
| Lemurella | \| \| Lemurella culicifera \| \| \| \| \| \| Lemurella pallidiflora \| \| \| \| \| \| Lemurella papillosa \| \| \| \| \| \| Lemurella virescens \| \| \| \| |
|           | \| \| Lemurella culicifera \| \| \| \| \| \| Lemurella pallidiflora \| \| \| \| \| \| Lemurella papillosa \| \| \| \| \| \| Lemurella virescens \| \| \| \| |
|           | Lemurella culicifera |
|           | |
|           | Lemurella pallidiflora |
|           | |
|           | Lemurella papillosa |
|           | |
|           | Lemurella virescens |
|           | |